# Брениця (Плевенська область)
Брени́ця (болг. Бреница) — село в Плевенській області Болгарії. Входить до складу общини Кнежа.

## Населення
За даними перепису населення 2011 року у селі проживали 1886 осіб.
Національний склад населення села:
| Національність   | Кількість осіб | Відсоток |
| ---------------- | -------------- | -------- |
| болгари          | 1662           | 93,0%    |
| цигани           | 113            | 6,3%     |
| турки            | 5              | 0,3%     |
| Всього відповіли | 1787           |          |

Розподіл населення за віком у 2011 році:
Динаміка населення: